# Columbia (ônibus espacial)
Columbia foi o primeiro ônibus espacial (português brasileiro) ou vaivém espacial (português europeu), construído pelos Estados Unidos, baseado no protótipo Enterprise.
O Columbia foi o primeiro de uma série de cinco naves espaciais reaproveitáveis. Esta nova forma de viajar ao espaço foi uma tentativa dos Estados Unidos de transformar os voos espaciais em lançamentos rotineiros, de forma a serem economicamente mais viáveis.
Quando o Columbia foi lançado, em 12 de abril de 1981, a previsão que os primeiros modelos fariam até 100 voos e haveria uma média de 24 lançamentos por ano. Contudo, passados mais de 27 anos do primeiro lançamento foram realizados um total de 124 voos, tendo ocorrido dois grandes desastres com a morte das duas tripulações, e o recorde de lançamentos foi de apenas 9 em 1985.

## Acidente
No dia 1 de Fevereiro de 2003, durante o regresso da sua 28ª missão, o Columbia desapareceu dos radares quando sobrevoava, a grande altitude, o estado do Texas. Um pedaço de espuma que se soltara durante a decolagem danificou a proteção de carbono da asa esquerda, provocando um buraco.
Este problema foi detectado por câmeras durante a decolagem e notado por engenheiros durante a missão. Essa era uma ocorrência comum e considerada irrelevante pela NASA. Entretanto, durante a reentrada na atmosfera, o isolamento de proteção térmica das asas não foi eficiente com um buraco. O calor causado pela fricção com a atmosfera penetrou por dentro da asa esquerda, destruindo toda a estrutura.
Inicialmente, a temperatura atingiu mais de 1 400 graus Celsius e destruiu todos os sensores eletrônicos. Houston perdeu contato com Columbia e, em seguida, o calor da reentrada desintegrou, gradualmente, a estrutura da asa esquerda. O ônibus espacial perdeu estabilidade, a asa esquerda soltou-se da estrutura, e o veículo se desintegrou no ar com mais de 80 mil fragmentos caindo sobre os Estados do Texas e Louisiana. Os 7 astronautas morreram.